# Jandrei
Jandrei Chitolina Carniel, noto semplicemente come Jandrei (Itaqui, 1º marzo 1993), è un calciatore brasiliano, portiere del Juventude, in prestito dal San Paolo.

## Biografia
Jandrei ha origini italiane, sia da parte di padre (Chitolina, del Parmigiano) che di madre (Carniel, del Veneto).
Ha una moglie, è sposato dal 2016, ed una figlia, nata nel 2013. 
Possiede la cittadinanza italiana e doppio passaporto, brasiliano ed italiano.

## Caratteristiche tecniche
Portiere abile tra i pali e tecnicamente, è dotato di un buon senso della posizione e vede tra i suoi punti di forza la reattività nelle uscite e la bravura nell’impostazione del gioco.

## Carriera

### Club

#### Carriera in Brasile
Cresciuto nell'Internacional, nel 2014 si trasferisce al Novo Hamburgo, con cui però non riesce ad imporsi come titolare nel ruolo. Dopo un periodo trascorso da svincolato, viene tesserato dall'Atlético Tubarão, con cui conquista la promozione nella massima serie del Campionato Catarinense. Il 1º marzo 2017 passa in prestito alla Chapecoense, esordendo in Série A il 14 maggio, in occasione del pareggio contro il Corinthians, offrendo una buona prestazione. Dopo aver conquistato il posto da titolare, il 15 novembre viene riscattato, firmando un contratto valido fino al 2021. Nelle prime due stagioni disputate con il Verdão do Oeste si mette in mostra come uno dei migliori portieri del campionato, diventando il primo giocatore nella storia del Brasileirão a disputare 76 partite consecutive.

#### Passaggio al Genoa, prestito all'Atletico Paranaense
Il 5 gennaio 2019 si trasferisce al Genoa. Debutta con il grifone il 9 marzo 2019 nella sconfitta per 1-0 contro il Parma in sostituzione dell'infortunato Ionuț Radu.
Quella è stata la sua unica gara in Serie A con il club ligure (con cui ha disputato anche una partita in Coppa Italia contro l'Ascoli) che il 13 febbraio 2020 lo cede in prestito all'Atletico Paranaense.

#### Santos
Il 23 agosto 2021 risolve il contratto con il Genoa e il giorno dopo torna in Brasile firmando un contratto annuale con il Santos.

## Statistiche

### Presenze e reti nei club
Statistiche aggiornate al 14 febbraio 2025.
| Stagione             | Squadra              | Campionato           | Campionato | Campionato | Coppe nazionali | Coppe nazionali | Coppe nazionali | Coppe continentali | Coppe continentali | Coppe continentali | Altre coppe | Altre coppe | Altre coppe | Totale | Totale |
| Stagione             | Squadra              | Comp                 | Pres       | Reti       | Comp            | Pres            | Reti            | Comp               | Pres               | Reti               | Comp        | Pres        | Reti        | Pres   | Reti   |
| -------------------- | -------------------- | -------------------- | ---------- | ---------- | --------------- | --------------- | --------------- | ------------------ | ------------------ | ------------------ | ----------- | ----------- | ----------- | ------ | ------ |
| 2015                 | Novo Hamburgo        | PD/RS                | 4          | -1         | -               | -               | -               | -                  | -                  | -                  | -           | -           | -           | 4      | -1     |
| 2016                 | Novo Hamburgo        | PD/RS                | 6          | -3         | -               | -               | -               | -                  | -                  | -                  | -           | -           | -           | 6      | -3     |
| Totale Novo Hamburgo | Totale Novo Hamburgo | Totale Novo Hamburgo | 10         | -4         |                 | -               | -               |                    | -                  | -                  |             | -           | -           | 10     | -4     |
| 2017                 | Atlético Tubarão     | PD/SC                | 7          | -7         | -               | -               | -               | -                  | -                  | -                  | -           | -           | -           | 7      | -7     |
| 2017                 | Chapecoense          | PD/SC+A              | 0+38       | -49        | CB              | 1               | 0               | CL+CS              | 2+4                | -4 + -5            | RS+CSB      | 0+1         | 0 + -1      | 46     | -59    |
| 2018                 | Chapecoense          | PD/SC+A              | 16+38      | -6 + -50   | CB              | 4               | -2              | CL                 | 2                  | -2                 | -           | -           | -           | 60     | -60    |
| Totale Chapecoense   | Totale Chapecoense   | Totale Chapecoense   | 16+76      | -6 + -99   |                 | 5               | -2              |                    | 8                  | -11                |             | 1           | -1          | 106    | -119   |
| gen.-giu. 2019       | Genoa                | A                    | 1          | -1         | CI              | -               | -               | -                  | -                  | -                  | -           | -           | -           | 1      | -1     |
| 2019-feb. 2020       | Genoa                | A                    | 0          | 0          | CI              | 1               | -2              | -                  | -                  | -                  | -           | -           | -           | 1      | -2     |
| Totale Genoa         | Totale Genoa         | Totale Genoa         | 1          | -1         |                 | 1               | -2              |                    | -                  | -                  |             | -           | -           | 2      | -3     |
| 2020                 | Athl. Paranaense     | A1/PR+A              | 1+4        | -1 + -3    | CB              | 0               | 0               | CL                 | 2                  | -1                 | -           | -           | -           | 7      | -5     |
| 2021                 | Santos               | A1/SP+A              | 0+1        | 0          | CB              | 0               | 0               | CL                 | 0                  | 0                  | -           | -           | -           | 1      | 0      |
| 2022                 | San Paolo            | A1/SP+A              | 11+19      | -9 + -19   | CB              | 9               | -10             | CS                 | 4                  | -6                 | -           | -           | -           | 43     | -44    |
| 2023                 | San Paolo            | A1/SP+A              | 0+5        | -4         | CB              | 0               | 0               | CS                 | 0                  | 0                  | -           | -           | -           | 5      | -4     |
| 2024                 | San Paolo            | A1/SP+A              | 2+13       | 0 + -16    | CB              | 2               | -1              | CL                 | 0                  | 0                  | SB          | 0           | 0           | 17     | -17    |
| 2025                 | San Paolo            | A1/SP+A              | 3+0        | -5         | CB              | 0               | 0               | CL                 | 0                  | 0                  | -           | -           | -           | 3      | -5     |
| Totale San Paolo     | Totale San Paolo     | Totale San Paolo     | 16+37      | -14 + -39  |                 | 11              | -11             |                    | 4                  | -6                 |             | -           | -           | 68     | -70    |
| Totale carriera      | Totale carriera      | Totale carriera      | 169        | -174       |                 | 17              | -15             |                    | 14                 | -18                |             | 1           | -1          | 201    | -208   |

## Palmarès
- Coppa del Brasile: 1

São Paulo: 2023
- Supercoppa del Brasile: 1

São Paulo: 2024